# 翠富士一成
翠富士一成（1996年8月30日—），原名庵原一成，日本静岡縣燒津市出身的現役大相撲力士，身高171.5cm、體重101kg、血型O型。所屬的相撲部屋是伊勢濱部屋。
他是近畿大學畢業生，在2016年9月初次比賽，在2021年1月昇進幕內級，最高位置西前頭筆頭。
他是二戰後第15高枚目的静岡縣出身力士，也是現役力士中第三矮身高的。